# ISO 5
ISO 5 è uno standard internazionale che definisce il sistema misura della densità in fotografia e la tecnologia grafica. L'ultima  versione ha diviso lo standard in 4 parti:
- ISO 5-1:2009
- ISO 5-2:2009
- ISO 5-3:2009
- ISO 5-4:2009